# 茂木大輔
茂木 大輔（もぎ だいすけ、1959年3月8日 - ）は、日本のオーボエ奏者。東京都出身。エッセイスト、指揮者、コンサートプロデューサー。

## 人物・来歴
東京都生まれ。中央大学附属高等学校、国立音楽大学音楽学部器楽学科オーボエ専攻卒業。1981年にミュンヘン国立音楽大学大学院へ留学、ギュンター・パッシンに師事。修了後、同大学講師を務める。1987年、シュトゥットガルト・フィルハーモニー管弦楽団の第1オーボエ奏者として入団。バイエルン放送交響楽団、バンベルク交響楽団などでも客演首席奏者として活動した。
1990年、帰国。1991年4月より、NHK交響楽団首席オーボエ奏者。また、新星日本交響楽団でのオーボエ奏者を務める傍ら、ソリストとしても山下洋輔らと活動するなど、クラシックのジャンルにとらわれない幅広い活動を展開している。山下の無伴奏オーボエのための「レディ・ラビットへの手紙」は茂木に献呈されたもの。ミュンヘンでの初演以降も日本だけでなくロッテルダムなどでも演奏している。ジャン・フランセの「オーボエ、バスーン、ピアノのためのトリオ」の日本初演、アンドレ・プレヴィン作曲の「オーボエ、バスーン、ピアノのためのトリオ」の日本初演も、岡崎耕治と共に行っている（プレヴィン作品は作曲者自身によるピアノ）。オーボエはパッシンの他、丸山盛三にも師事。
1996年、三鷹市芸術文化センターにて開催された「オーケストラ人間的楽器学」シリーズを皮切りに、指揮者としての活動を開始。企画、指揮、トークのすべてを行うクラシック入門コンサートを展開、全国的に活動している。2001年には日本フィルハーモニー交響楽団を指揮。この他、N響の現役オーボエ奏者でありつつ金沢、名古屋、大阪、福岡などで多数のオーケストラ、合唱団などの指揮活動を行っている。指揮を岩城宏之、外山雄三、広上淳一、三河正典に師事。
2018年10月5日、NHK交響楽団第38回「有馬賞」を受賞。
2019年3月8日 NHK交響楽団を定年退職。同年11月6日、心筋梗塞を発症し救急搬送される。同月17日退院。
漫画『のだめカンタービレ』を全国に先駆けて音楽化した。作者の二ノ宮知子とは深い親交があり、作品中のクラシック音楽について様々な助言を与えている。
活動の幅は作曲、企画、執筆などにも及び、月刊「バンドジャーナル」誌（音楽之友社）等にコラムを持っている。
愛称は「もぎぎ」（自身のコラムのタイトルに付すなどしばしば登場）。
趣味は艦船模型、落語、料理、ジャズピアノ、漫画。落語での亭号は「古典亭盃呑（こてんてい・はいどん）」。

## 主な著書
- 『オーケストラは素敵だ-オーボエ吹きの楽隊帖-』（音楽之友社、1993年9月）
- 『続・オーケストラは素敵だ-オーボエ吹きの修行帖-』（音楽之友社、1995年7月）
- 『オーケストラ楽器別人間学』（草思社、1996年4月／新潮文庫、2002年9月）
- 『オーケストラ空間・空想旅行　オーボエ奏者の旅日記』（音楽之友社、1997年8月）
- 『うまくなろう!オーボエ(Band Journal Book 2)』（音楽之友社）
- 『オケのなかの蛙、大海に挑む』（中央公論新社、1998年5月）
- 『茂木大輔オーケストラ人間的楽器学　大人のためのオーケストラ鑑賞教室』上下巻（ヤマハミュージックメディア、2001年6月）
- 『こうしろ! 未来のクラシック 茂木大輔の予言・提言・夢と現実』（ヤマハミュージックメディア、2003年12月）
- 『くわしっく名曲ガイド』（講談社、2006年10月）
- 『はみだしオケマン挑戦記　オーボエ吹きの苛酷なる夢』（中央公論文庫、2006年10月）
- 『オケマン大都市交響詩　オーボエ吹きの見聞録』（中央公論文庫、2006年11月）
- 『拍手のルール　秘伝クラシック鑑賞術』（中央公論新社、2008年4月）
- 『音大進学・就職塾』（音楽之友社、2008年7月）
- 『読んで楽しむ のだめカンタービレの音楽会』（講談社、2009年11月）
- 『アイネクライネな我が回想 音楽留学ドイツ語備忘録』（幻戯書房、2013年5月）

## 出演
- NHK交響楽団公演 及び N響アワー
- 宇宙一せまい授業!（あっ!とおどろく放送局-2008年9月28日）
- NMBとまなぶくん（関西テレビ） 2013年6月27日など

## 作曲作品
- 木管五重奏のための「父の掌」
- オーボエとピアノ（またはチェンバロ）のための"Vertical Rain"　（垂直の雨）

など